# Gerson Acevedo
Gerson Elías Acevedo Rojas (Santiago, Chile, 5 de abril de 1988) es un futbolista chileno que juega en Real San Joaquín de la Segunda División de Chile. Fue internacional con Selección de fútbol de Chile durante el año 2011.

## Trayectoria
Debutó en el fútbol profesional en Colo-Colo en la Fecha 14 contra Cobreloa en Calama por el Torneo Clausura 2006, en donde era dirigido por Claudio Borghi. El año 2009 jugó por Puerto Montt en Primera B, campaña en donde fue utilizado como defensa central por el entrenador Jaime Vera. El año 2011 fue nominado a la selección chilena para partidos amistosos, uno de ellos frente a Francia y otro frente a España.
Tras siete años en el extranjero regresó al fútbol chileno a Deportes Iquique de la Primera División de Chile, fue el segundo traspaso más caro del Torneo de Transición 2017 después de Jorge Valdivia. Sin embargo, sólo estuvo dos meses en los dragones celestes, pues, tras llegar a un acuerdo con la institución, se desvinculó por motivos familiares.

## Selección nacional
En el año 2011 fue por primera vez citado para la selección mayor bajo la tutela de Claudio Borghi para desempeñarse en la posición de defensa para el partido contra Francia el 10 de agosto de ese año, sin embargo el oriundo de San Joaquín no vería minutos. Posteriormente fue citado para la fecha doble de amistosos de septiembre del 2011, donde Chile jugaría contra España, partido donde tampoco entraría. Finalmente vería acción de titular en el partido contra México, jugado el 4 de septiembre en Barcelona, sería reemplazado en el entretiempo por decisión de Claudio Borghi.

### Partidos internacionales
Actualizado hasta el 4 de julio de 2015.
| 1     | 4 de septiembre de 2011 | Estadio Cornellà-El Prat, Cornellá y El Prat, España | México     | 1-0 | Chile |   |  | Claudio Borghi | Amistoso |
| Total | Total                   | Total                                                | Presencias | 1   | Goles | 0 |  |                |          |

| Selección chilena | Selección chilena | Selección chilena |
| Año               | Partidos          | Goles             |
| ----------------- | ----------------- | ----------------- |
| 2011              | 1                 | 0                 |
| Total             | 1                 | 0                 |

Además Gerson Acevedo jugó un partido frente a F. C. Abtwil-Engelburg con victoria por 13:1. Debido a que no cumple las reglas oficiales de la FIFA este partido no figura en su lista de internacionalidades.

## Estadísticas

### Clubes
| Club                          | Div.       | Temporada  | Liga  | Liga  | Copas nacionales | Copas nacionales | Torneos internacionales | Torneos internacionales | Total | Total |
| Club                          | Div.       | Temporada  | Part. | Goles | Part.            | Goles            | Part.                   | Goles                   | Part. | Goles |
| ----------------------------- | ---------- | ---------- | ----- | ----- | ---------------- | ---------------- | ----------------------- | ----------------------- | ----- | ----- |
| FC Kairat Almaty · Kazajistán | 1.ª        | 2016       | 11    | 2     | 2                | 1                | 3                       | 0                       | 16    | 3     |
| FC Kairat Almaty · Kazajistán | Total club | Total club | 11    | 2     | 2                | 1                | 3                       | 0                       | 16    | 3     |
| Deportes Iquique · Chile      | 1.ª        | 2017       | 1     | 0     | 2                | 0                | 1                       | 0                       | 4     | 0     |
| Deportes Iquique · Chile      | Total club | Total club | 1     | 0     | 2                | 0                | 1                       | 0                       | 4     | 0     |
| FK Sūduva · Lituania          | 1.ª        | 2018       | 26    | 11    | 3                | 0                | 5                       | 0                       | 34    | 11    |
| FK Sūduva · Lituania          | Total club | Total club | 26    | 11    | 3                | 0                | 5                       | 0                       | 34    | 11    |
| Alashkert FC Armenia          | 1.ª        | 2019       | 1     | 0     | 1                | 0                | 0                       | 0                       | 2     | 0     |
| Alashkert FC Armenia          | Total club | Total club | 1     | 0     | 1                | 0                | 0                       | 0                       | 2     | 0     |
| Deportes Recoleta · Chile     | 3.ª        | 2020       | 4     | 1     | 0                | 0                | 0                       | 0                       | 4     | 1     |
| Deportes Recoleta · Chile     | Total club | Total club | 4     | 1     | 0                | 0                | 0                       | 0                       | 4     | 1     |
| 1. 2. 3.                      |            |            |       |       |                  |                  |                         |                         |       |       |

### Resumen estadístico
| Competición      | Partidos | Goles | Promedio |
| ---------------- | -------- | ----- | -------- |
| Selección adulta | 1        | 0     | 0,00     |
| Selección sub-20 | 6        | 1     | 0,17     |
| Selección sub-17 | ?        | ?     | ?        |
| Total            | 7        | 1     | 0,14     |

## Palmarés

### Campeonatos nacionales
| Título                | Club             | País     | Año     |
| --------------------- | ---------------- | -------- | ------- |
| Primera División      | Colo-Colo        | Chile    | 2006-C  |
| Primera División      | Colo-Colo        | Chile    | 2007-A  |
| Liga Nacional         | Mordovia Saransk | Rusia    | 2011/12 |
| Liga Nacional         | FC Ural          | Rusia    | 2012/13 |
| Supercopa de Lituania | Sūduva           | Lituania | 2018    |
| A Lyga                | Sūduva           | Lituania | 2018    |